# Bière de saison
À l'origine, la bière de saison est une bière produite pendant l'hiver pour la nouvelle saison.
Cela peut paraître anodin[Pour qui ?] au XXIe siècle de fabriquer de la bière seulement à partir de ce jour[Lequel ?]. Mais à la fin du XIXe siècle, cette date[Laquelle ?] était d'une importance capitale. C'était en effet le dernier jour de brassage autorisé par la loi[Où ?]. Afin d'assurer une hygiène parfaite de la bière, et en l'absence de réfrigérateur, la seule façon de permettre un ensemencement biologiquement correct du moût par les levures sauvages de l'air ambiant, c'était de le faire pendant les périodes les plus froides de l'année, soit d'octobre à mars.
Les températures élevées de la période estivale font courir des risques de contamination à la bière. Des levures « indésirables » peuvent alors se développer dans la bière et l'acidifier. Les brasseurs de lambic, quant à eux, ne brassent qu'en hiver, généralement d'octobre à mars, et utilisent des levures sauvages, présentes naturellement dans l'air. La bière est laissée une nuit à l'air libre pour qu'elle se refroidisse, ce qui permet aux levures sauvages d'ensemencer le lambic.
De nos jours, on trouve deux types de bières de saison : les bières de mars ou bières de Printemps et les bières d'octobre ou bières de Noël.
Il semble aussi que cette loi ait été à l'origine de deux particularités qui persistent de nos jours.
En Allemagne, les bières produites « de saison », étaient également conservées en fûts, dans des caves ou entrepôts. Lors de l’hiver suivant, il fallait bien sûr vider les fûts estivaux demeurés pleins, en vue de permettre la production de bière, ce qui aurait alors donné naissance à des fêtes tels que l’Oktoberfest, qui se termine le premier dimanche d’octobre, et qui a donc en fait lieu en septembre. La bière que l'on y sert, la Märzen (bière de Mars allemande) ne vient bien entendu pas de fonds de cuve, mais est spécialement préparée à cette occasion.

## Saison
En Belgique, les bières dites «saison» étaient traditionnellement brassées dans les fermes de Hainaut, et conservées jusqu'à l'été afin d'être servies aux travailleurs (saisonniers) lors des moissons. Ces bières se retrouvent aujourd'hui dans l'offre de nombreuses brasseries à travers le pays. Il s'agit de bière à l'origine assez faible en alcool, mais fort houblonnées (le houblon a un effet bactériostatique, et par conséquent un impact positif sur la conservation de la bière durant la période chaude), ce qui leur garantit une amertume rafraîchissante.

## Bières de mars

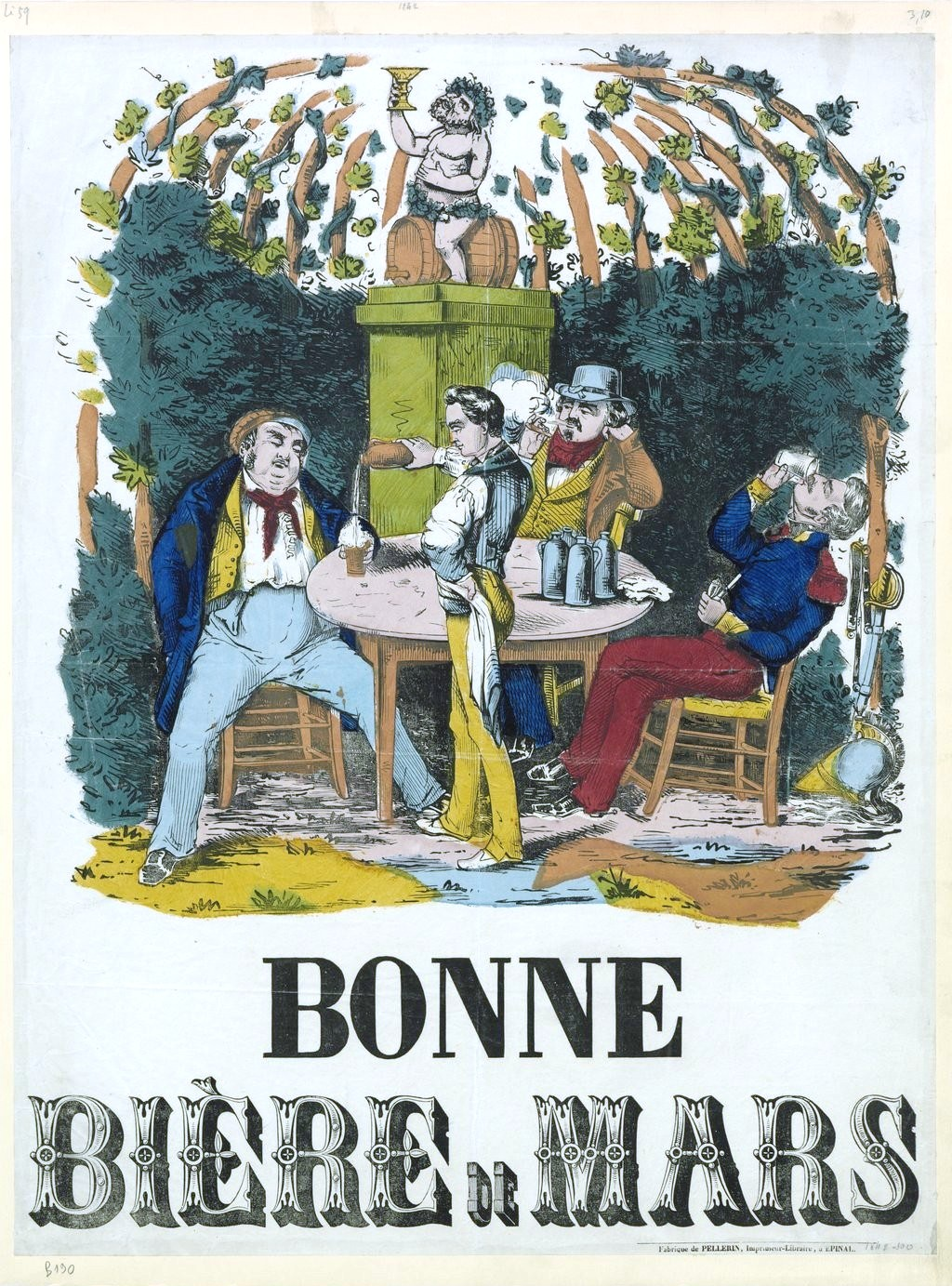
Estampe « Bonne bière de Mars » de 1842.

Plusieurs brasseries françaises produisent une bière dite « de mars », ou « bière de printemps », commercialisée du 1er au 31 mars. Elle est produite en quantité limitée à partir d’une variété d’orge semé au printemps et récolté en été. Elle est brassée au début de l’hiver.
C'est en général une bière de fermentation haute ambrée et peu alcoolisée (4,5 à 5,5°), très différente de la Märzen allemande car moins houblonnée (moins amère), moins alcoolisée, même si elle est très colorée (souvent par ajout de caramel ou des extraits de plantes colorantes), et légèrement épicée. Ces critères ont été définis par l'Association des Brasseurs de France (ABF) qui semble détenir l'appellation "bière de mars". Certains brasseurs lui préfèrent l'appellation "bière de printemps", libre d'usage et qui ne restreint pas les ventes à un seul mois dans l'année.
Les premières traces écrites de la bière de mars remontent à 1394, dans les archives d'Arras où cette bière a probablement vu le jour, pour des raisons liées au cycle de floraison des produits utilisés pour la confectionner, cette bière étant issue du premier brassin réalisé avec la récolte de l'année : les dernières récoltes d’orge en août sont mises à reposer pendant trois mois pour favoriser leur maturation puis maltées en novembre, enfin brassées au début de l'hiver (vers décembre - janvier). Ces contraintes ayant disparu avec les progrès de l’agriculture, la tradition s’est perdue. Elle a été remise au goût du jour à la fin des années 1980 à l'initiative de l'Association des Brasseurs de France pour des raisons commerciales, les quelque 300 brasseries françaises s'étant engagées à ne pas brasser plus de 60 000 hl/a par brasseur, ce qui représente une niche de marché avec moins d'1 % du marché de la bière. En revanche, c’est sans interruption au cours des siècles que cette bière est proposée en Suisse romande sous le nom de bière des Rameaux car coïncidant avec la fin du Carême.
En Belgique, de nombreuses brasseries réalisent des bières de printemps : Leffe, Chouffe, Grimbergen, Fagnes ou encore à Belle-Vue qui, chaque année, commercialise une Kriek Primeur, disponible en mars et avril.

## Bières de Noël

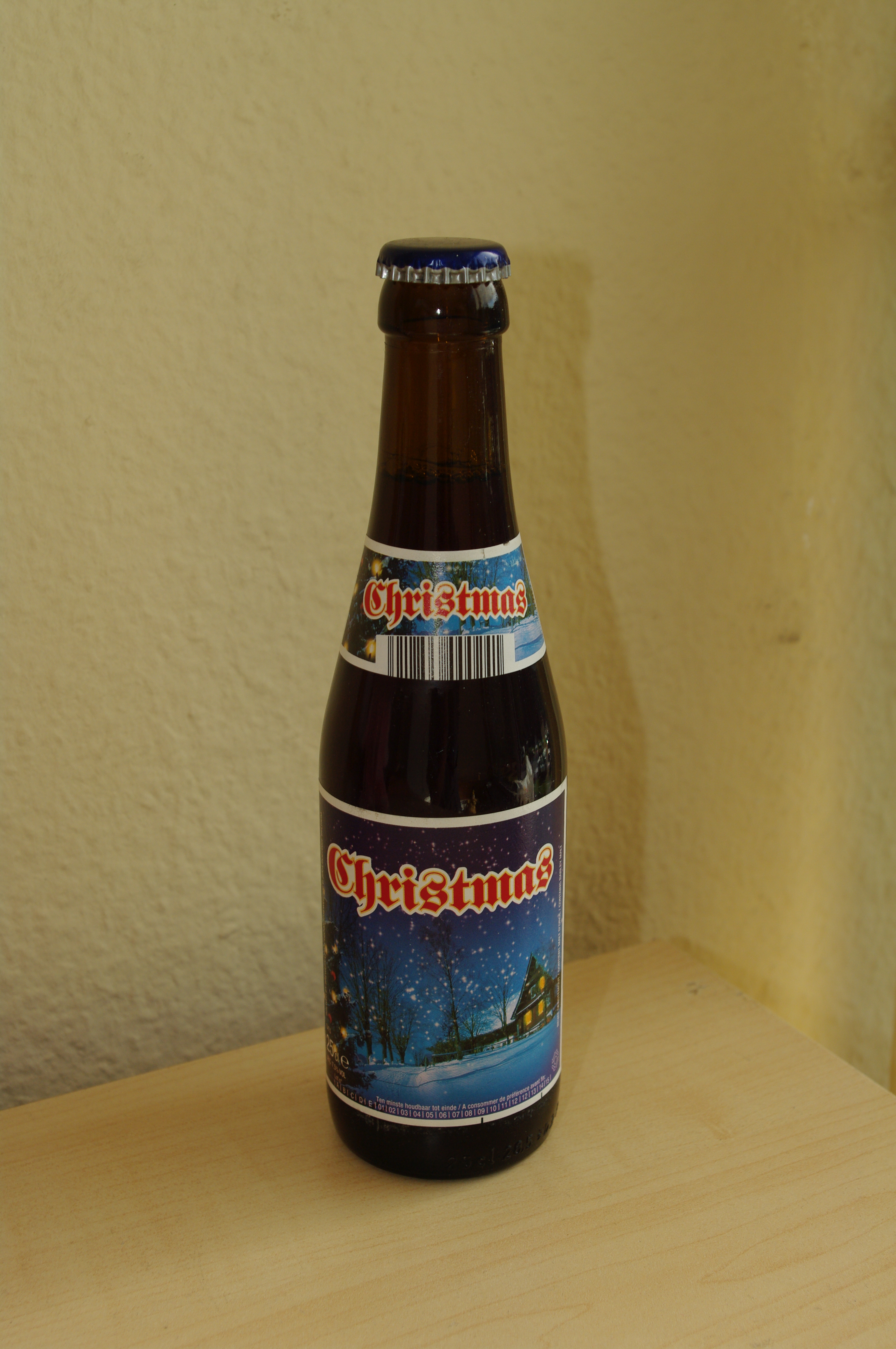
Bière de Noël Christmas Leroy.

La première trace de bière de Noël en Belgique apparait dans le Journal de Charleroi du 20 décembre 1896. Le Cheval Arabe et le Globe proposaient, sous le terme Christmas! Christmas! des bières anglaises importées pour Noël.
Au cours des années qui ont suivi, à en juger par les annonces dans les journaux, la bière de Noël est devenue chose courante au Cheval Arabe de la rue de la Montagne, mais aussi dans d'autres cafés de Charleroi et d'ailleurs. En 1900, l'Oxford Bar de Bruges annonça sa « Double Scotch Christmas ale » (sic, en anglais), tandis qu'en 1901 Le Cheval Arabe rendit public que sa « Christmas » avait été faite par la brasserie MacEwan à Édimbourg. En 1903, un A.J. Simon à Bruxelles a annoncé la « bière de Noël (double Scotch Ale) » fabriquée par W. Younger & Co à Édimbourg. Et en 1911 à Liège, le « Scotch-Ale Christmas-Bier » était en vente, fabriquée par Allsopp’s de Burton-on-Trent. (La Patrie 18 décembre 1900 ; Gazette de Charleroi 5 décembre 1901 ; La Meuse 12 décembre 1903, 18 décembre 1911.)
En France, c'est la brasserie alsacienne Schützenberger, sur l'idée du maître brasseur Albert Gass, qui a lancé la tradition de la bière de Noël en 1985. Plusieurs brasseries proposent désormais une bière spéciale pour les fêtes de fin d'année. Il s'agit souvent d'une bière ambrée aromatisée aux épices ou aux agrumes.
À titre d'exemple pour la Belgique, on peut citer la Bush de Noël. Celle-ci a été lancée en 1991 par la brasserie Dubuisson, la plus ancienne brasserie familiale de Wallonie (Née en 1769).
Cette Bush de Noël est aujourd’hui la seconde bière de Noël la plus vendue en Belgique. Elle est produite exclusivement à partir de malt, de houblon, de sucre naturel et d’eau et doit sa coloration foncée cuivrée à l’utilisation de malt caramel en grande quantité. Pour cette bière, le brasseur utilise un procédé brassicole traditionnel que l'on appelle « le houblonnage à cru » qui consiste à mettre tel quel des fleurs de houblon dans des cuves de garde durant le mûrissement de la bière. Cela lui confère un cachet tout à fait spécifique.